# Paisa

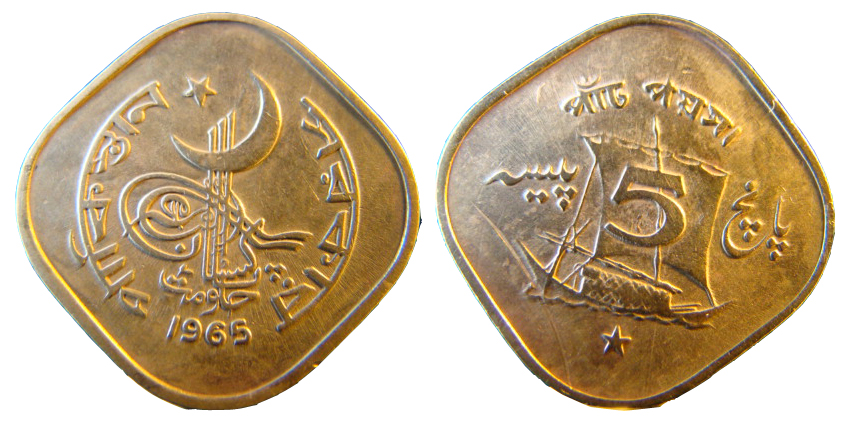
Moneda de 5 paises del Pakistan, del 1965

La paisa fou una moneda de coure de l'Índia Britànica (coneguda en anglès antigament com a pice), equivalent a 3 pais o 1/4 d'anna. Ja existia sota els mogols i fou moneda corrent als segles xviii i xix als estats indígenes successors de l'Imperi Mogol. El nom de la moneda procedeix del persa i s'anomena पैसा (paisa) en hindi, پیسہ (paisa) en urdú, পয়সা (poisha) en bengalí i بيسة (baisa) en àrab.
Avui dia és una moneda fraccionària encara en ús i 100 paises equivalen a 1 rupia a l'Índia, al Pakistan i al Nepal, i existeix també a Bangladesh (100 poisha = 1 taka) i a Oman (1.000 baisa = 1 rial).

## Equivalències de les antigues paises
- 3 pais = 1 paisa
- 4 paises = 1 anna
- 16 annes = 1 rupia
- 15 rupies = 1 mohur